# Liga Mundial de Voleibol de 2014

La la XXV Liga Mundial de Voleibol de 2014 se celebrará del 23 de mayo al 11 de julio de 2014.

## Grupos
| Grupo A                    | Grupo B                              | Grupo C                            | Grupo D                          | Grupo E                                             | Grupo F                   | Grupo G                             |
| -------------------------- | ------------------------------------ | ---------------------------------- | -------------------------------- | --------------------------------------------------- | ------------------------- | ----------------------------------- |
| Brasil Italia Polonia Irán | Rusia Estados Unidos Bulgaria Serbia | Bélgica Canadá Australia Finlandia | Argentina Alemania Francia Japón | Países Bajos Corea del Sur Portugal República Checa | Túnez Turquía Cuba México | Puerto Rico China Eslovaquia España |

## Grupo G